# Gerhard Meyer (Psychologe)
Gerhard Meyer (* 31. August 1952 in Bremen) ist ein deutscher Suchtforscher, Fachpsychologe für Rechtspsychologie und emeritierter Hochschullehrer für Psychologie an der Universität Bremen. Sein Forschungsschwerpunkt ist das Suchtverhalten bezogen auf Glücksspiele.

## Biografie

### Ausbildung und Beruf
Meyer studierte von 1973 bis 1979 Psychologie an der Universität Göttingen, an der er 1982 über Geldspielautomaten mit Gewinnmöglichkeit: Objekte pathologischen Glücksspiels? zum Dr. rer. nat. promovierte. In seiner kontrovers aufgenommenen Dissertation kam er zum Ergebnis, dass auch von gewerblich betriebenen Geldspielautomaten – wie von klassischen Glücksspielformen – Suchtgefahren ausgehen. Grund sei, dass die Automatenindustrie die Vorgaben der Spielverordnung umgangen habe. Im Zuge der medialen Kontroverse formulierte Meyer die Vermutung, gemäß der bei 500.000 der insgesamt etwa sieben Millionen Automatenspielern das Spiel bereits krankhafte Züge angenommen habe.
Als wissenschaftlicher Mitarbeiter und Hochschulassistent an der Universität Bremen führte er mehrere Forschungsprojekte im Bereich der Spielsucht durch und habilitierte sich dort 1999 für das Fach Psychologie. Von 2008 bis 2018 leitete er die Bremer Fachstelle Glücksspielsucht. Nach der Emeritierung in 2018 ist er weiter in der Forschung an der Universität Bremen tätig.

### Arbeitsschwerpunkte
Die Arbeitsschwerpunkte von Meyer umfassen ein breites Spektrum an glücksspielrelevanten Fragestellungen. Neben Grundlagenforschungen zu den Entstehungsbedingungen und den Folgen des pathologischen Spielverhaltens hat Meyer diverse Publikationen zur Prävention dieses Krankheitsbildes vorgelegt. Weitere Arbeitsgebiete beinhalten die forensische Begutachtung von pathologischen Spielern, die Durchführung von Schulungen zum verantwortungsbewussten Umgang mit pathologischen Spielern für Mitarbeiter von Spielkasinos, die Entwicklung eines Messinstrumentes zur Einschätzung des Gefährdungspotentials von Glücksspielen und eines Screening-Instrumentes zur Früherkennung von Problemspielern, die Evaluierung von Maßnahmen des Spielerschutzes in Spielhallen, die Abgabe fachkundiger Stellungnahmen zu verschiedenen Aspekten des Glücksspielwesens sowie die Erhebung von repräsentativen Daten zur Glücksspielteilnahme und zu glücksspielbezogenen Problemen in der deutschen Bevölkerung.
Inhaltlich gilt Meyer als Vertreter der These, dass das pathologische Spielverhalten als eine stoffungebundene Suchterkrankung (= Glücksspielsucht) zu verstehen ist. Entsprechend begrüßt Meyer die im DSM-5 (Klassifikationssystem Diagnostic and Statistical Manual of Mental Disorders) umgesetzte Re-Klassifikation des pathologischen Spielverhaltens und dessen Einstufung unter der Kategorie „Substance-Related and Addictive Disorders“ als Verhaltenssucht. Die Weltgesundheitsorganisation (WHO) hat die „Störung durch Glücksspielen“ (Gambling Disorder, Code: 6C50) inzwischen ebenfalls in der ICD-11 (International Statistical Classification of Diseases and Related Health Problems) den Verhaltenssüchten (Disorders due to Addictive Behaviours) zugeordnet.

### Meyers Kritik
Meyer kritisiert die Entwicklung der Geldspielautomaten seit Anfang der 1980er-Jahre. Anders als die zuständigen Behörden sieht Meyer trickreiche Umgehungen der Spielverordnung, mit denen Geldspielautomaten den Charakter eines Glücksspiels erreicht hätten, bei dem erhebliche Vermögenswerte auf dem Spiel stünden. Folglich hat Meyer immer wieder nachhaltige Korrekturen eingefordert, die im Sinne des Spielerschutzes bzw. der Prävention glücksspielbezogener Probleme stehen und im Kern auf die Minimierung der Spielanreize und die Reduzierung der Verfügbarkeit als Aufgabe für die öffentliche Gesundheitsfürsorge ausgerichtet sind. Unabhängig vom Glücksspielsegment bevorzugt Meyer aus der Perspektive der Suchtprävention einen kleinen, regulierten Glücksspielmarkt mit staatsmonopolartigen Strukturen, der aus seiner Sicht am ehesten die Rahmenbedingungen für die Implementierung von wirksamen Spielerschutzmaßnahmen schafft. Als Vorbild verweist er auf die Regulierung in Norwegen, die den verpflichtenden Einsatz einer personengebundenen, spielformübergreifenden Spielerkarte mit Verlustbegrenzungen und Sperroptionen vorsieht.

## Werke (Auswahl)
- G. Meyer, M. Althoff und M. Stadler: Glücksspiel und Delinquenz. Lang, Frankfurt/M. 1998, ISBN 3-631-33295-5.
- G. Meyer, M. Bachmann: Spielsucht: Ursachen, Therapie und Prävention von glücksspielbezogenem Suchtverhalten. Springer, 4. Auflage, Berlin 2017, ISBN 978-3-662-54838-7, doi:10.1007/978-3-662-54839-4.
- G. Meyer, T. Hayer und M. Griffiths: Problem gambling in Europe – challenges, prevention, and interventions. Springer, New York, 2009, ISBN 978-0-387-09485-4, doi:10.1007/978-0-387-09486-1.
- G. Meyer und T. Hayer: Die Effektivität der Spielsperre als Maßnahme des Spielerschutzes. Lang, Frankfurt/M. 2010, ISBN 978-3-631-60128-0.